# Lil B.I.G Pac
Lil B.I.G. Pac – czwarty mixtape amerykańskiego rapera Kodaka Blacka. Został wydany 11 czerwca 2016 roku przez Dollaz N Dealz Entertainment i Sniper Gang. Mixtape zawiera gościnne występy raperów Gucci Mane, Boosie Badazz i PnB Rock.

## Lista utworów
| No.                | Tytuł                                  | Producent                            | Długość |
| ------------------ | -------------------------------------- | ------------------------------------ | ------- |
| 1.                 | "Everything 1K"                        | Dubba-AA                             | 3:06    |
| 2.                 | "Vibin in This Bih" (feat. Gucci Mane) | Dubba-AA                             | 2:49    |
| 3.                 | "Can I"                                | Honorable C.N.O.T.E. Derelle Rideout | 3:35    |
| 4.                 | "Slayed" (feat. Boosie Badazz)         | Dubba-AA                             | 3:26    |
| 5.                 | "Big Bank"                             | EyezLowBeats                         | 3:14    |
| 6.                 | "Gave It All I Got"                    | C-Clip Beatz                         | 3:33    |
| 7.                 | "Too Many Years" (feat. PnB Rock)      | J Gramm                              | 3:16    |
| 8.                 | "Today"                                | YodaYae1k                            | 3:13    |
| 9.                 | "Purp"                                 | Jahfi AMT                            | 4:00    |
| 10.                | "Young Prodigy"                        | SkipOnDaBeat                         | 3:09    |
| 11.                | "30"                                   | YodaYae1k                            | 3:25    |
| 12.                | "Letter"                               | SAW.D                                | 2:24    |
| 13.                | "Blood Sweat Tears Revenge"            | SAW.D                                | 2:28    |
| Całkowita długość: | Całkowita długość:                     | Całkowita długość:                   | 41:38   |

## Pozycje na listach
| Lista (2016/7)                         | Pozycja |
| -------------------------------------- | ------- |
| USA Billboard 200                      | 134     |
| USA Top R&B/Hip-Hop Albums (Billboard) | 49      |